# 和榜镇区
和榜镇区是缅甸掸邦勃欧自治区下辖的一个镇区，治所位于和榜。